# 妙行寺 (市川市)
妙行寺（みょうぎょうじ）は、千葉県市川市にある日蓮宗系単立法人の寺院。山号は原木山。本尊は十界曼荼羅・日蓮像。「火中出現防火祖師像」があり、枝垂桜も有名。旧本山は中山法華経寺。住職は大野日實上人。達師法縁。

## 由緒
1538年（天文7年）日進により創建されたという。

## 伽藍
- 本堂
- 大荒行堂　など

## 所在地
- 市川市原木1-24−1

## そのほか
2001年10月10日放送「水曜日の情事」では撮影に使用された。

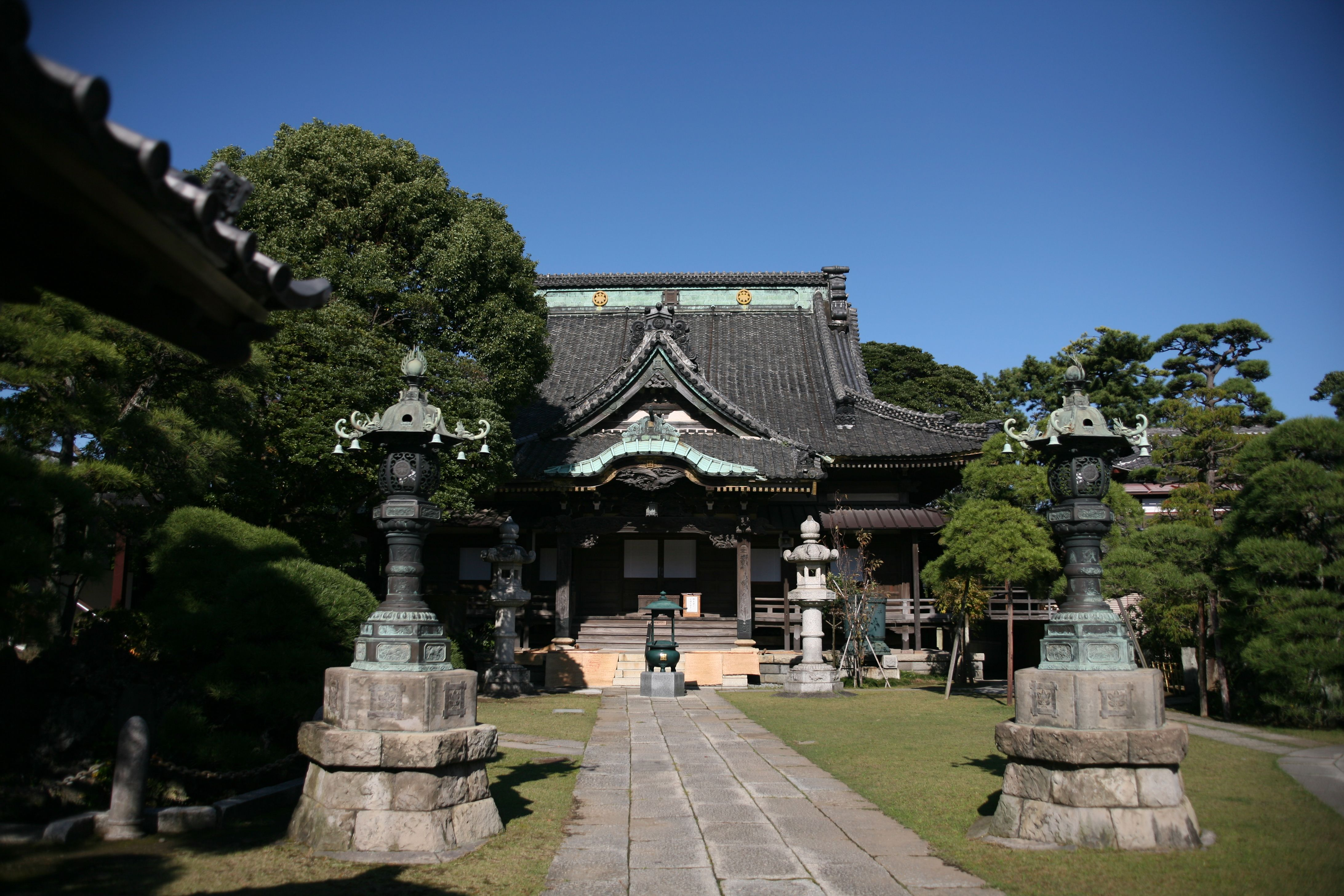
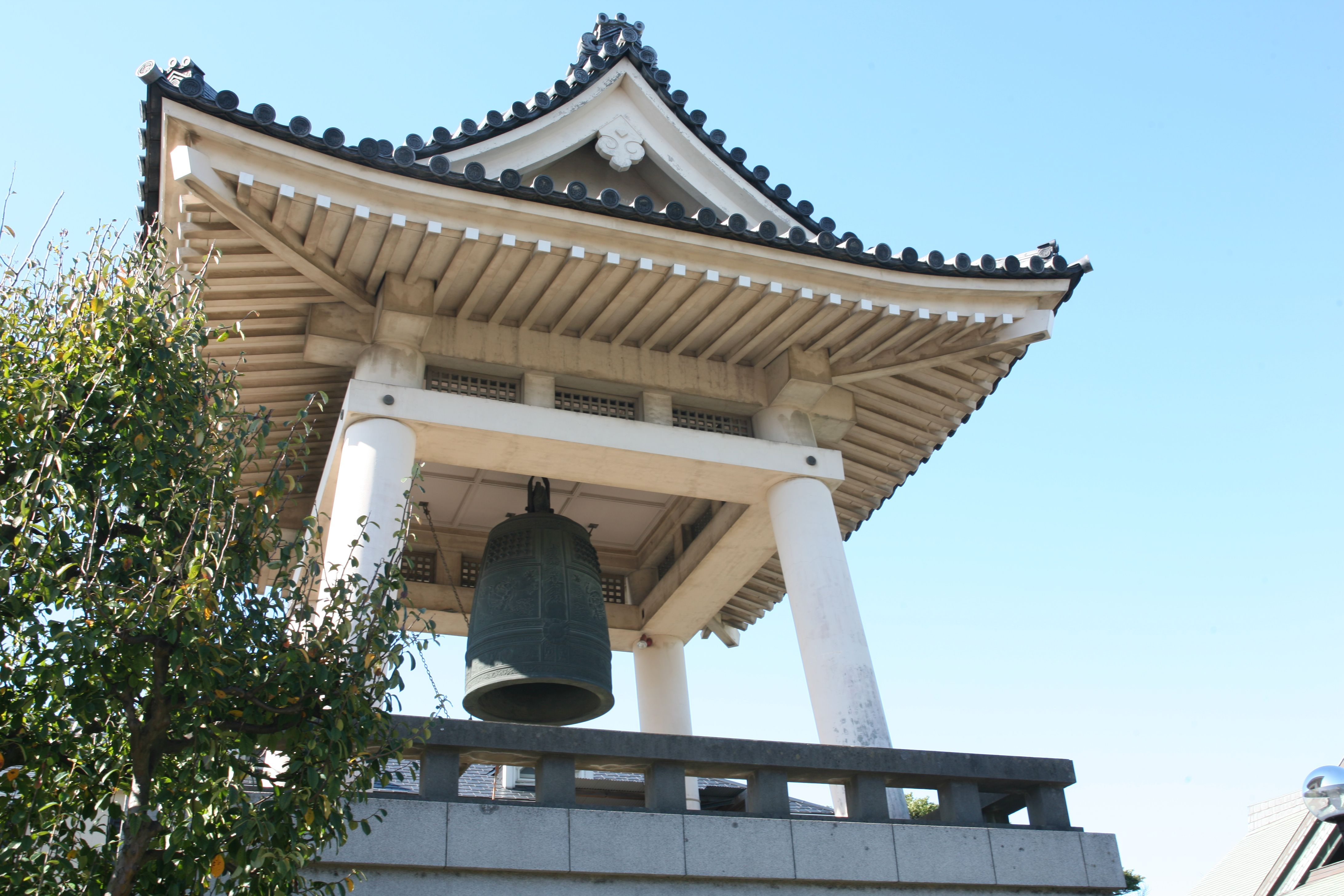
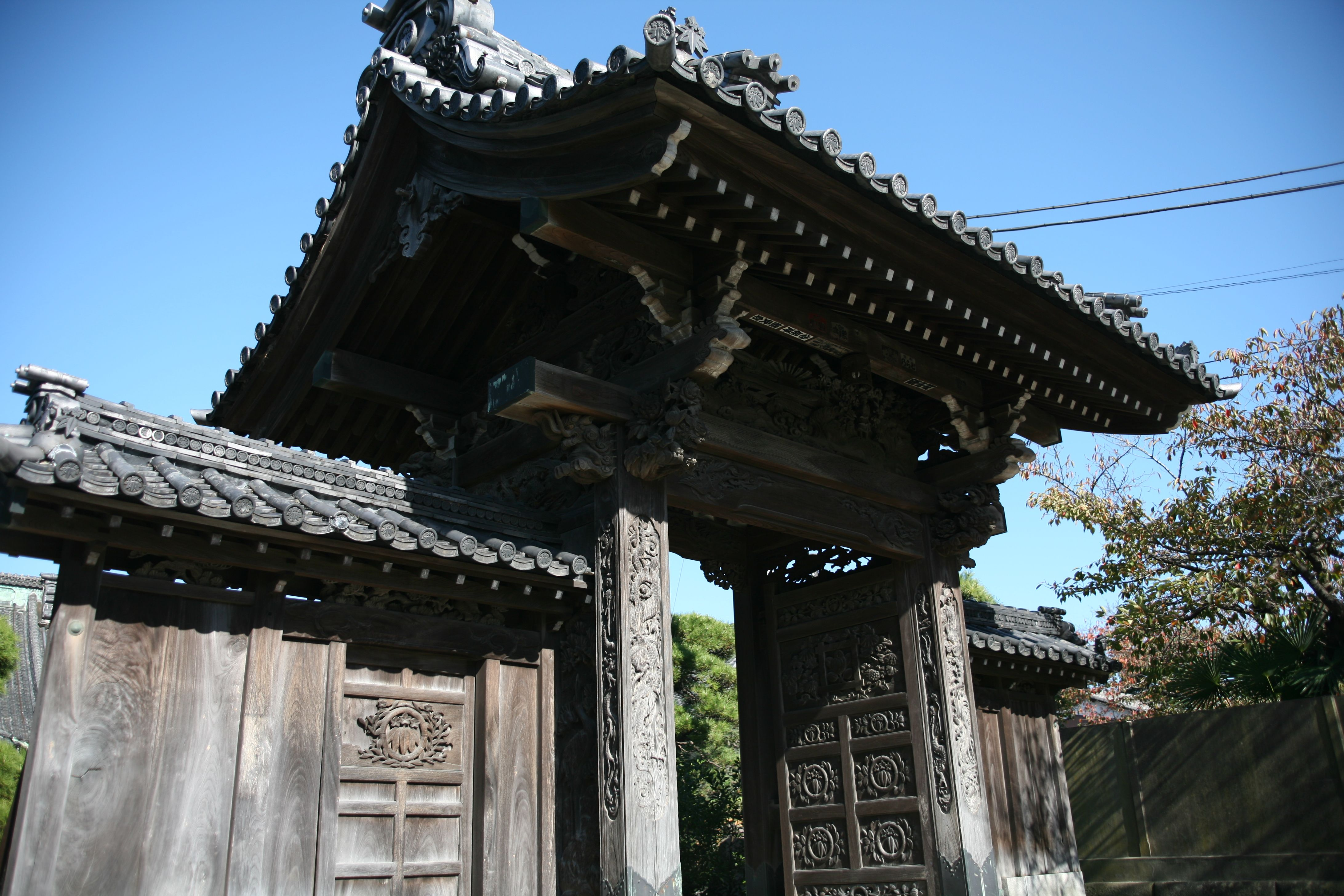